# Порачський потік
Порачський потік (словац. Poráčsky potok) — річка в Словаччині, ліва притока Словинського потоку, протікає в окрузі Списька Нова Весь.
Довжина — 9,8—11,4 км. Витік знаходиться в масиві Воловські гори; схил гори Буковець — на висоті приблизно 1010 метрів. Протікає територією сіл Словінки і Порач.

## Географічне знаходження
Спочатку тече на північ-північний схід, різко повертає і приймає спочатку ліву притоку з північно-східного схилу г. Голий врх (1015,7 м н.р.м.), потім праву притоку, що піднімається на південь від г. Сухий врх (808,1 м н.р.м.). Потім вона тече на північ на невелику відстань, приймає зліва коротку притоку, що бере початок на південь від села Порач, поступово повертає на схід і приймає зліва ще дві короткі притоки, що виникають на території села. Далі тече переважно у східному напрямку долиною Порача й розділяє мальовничі утворення — Червоні скелі на півночі і масив Словінські скелі на півдні. У долині вона поступово приймає кілька приток: спочатку біля рекреаційного поселення Порачська Долина — праву притоку, що піднімається на північ від висоти 981,6 м н.р.м., і коротку ліву, що прорізає Червоні Скелі, потім праву притоку з-під Словінської гори (909 м н.р.м.), а потім праву притоку з-під Словінської гори (909 м н.р.м.), потім лівобічна притока, що піднімається нижче сідловини Над Сейковою (також прорізає Червоні скелі і біля котеджу Чорний лелека впадає на висоті 494,7 м н.р.м. в потік Порачський (Poráčský). Далі вона ще приймає праву притоку, що бере початок на південно-східному схилі гори Матісовець (877,4 м н.р.м.), і коротку притоку, що піднімається на північний схід від пагорба Грбок (628,4 м н.р.м.). Нарешті, вона протікає через село Словінки, де приймає останню притоку зліва, з південного схилу Білої Скелі (926 м н.р.м.), і на околиці села, на висоті близько 430 м н.р.м., впадає в Словінський потік.